# Suur Tõll

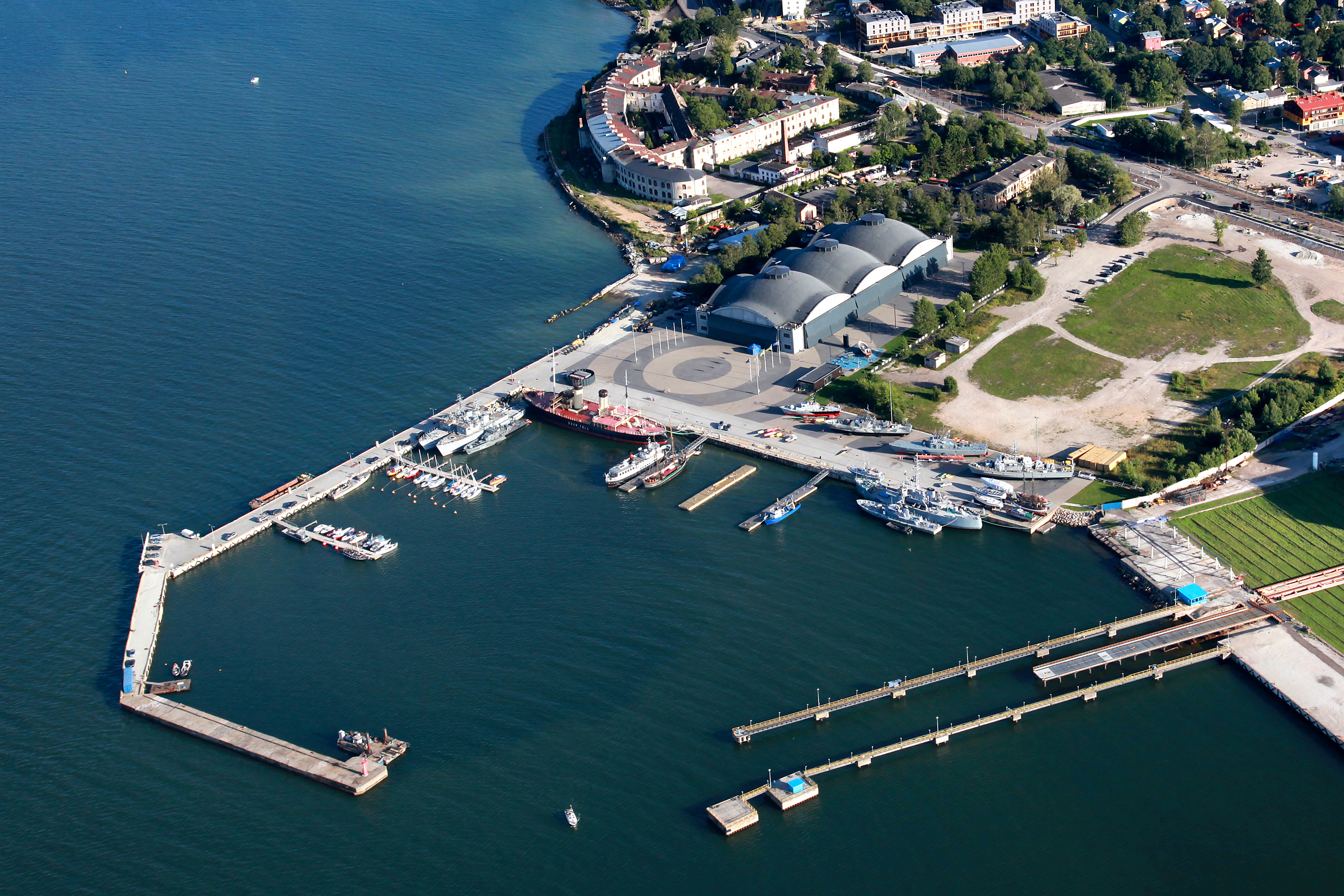
Tallinns sjöflyghamn. Suur Töll syns i mitten av bilden.

Suur Tõll (tidigare Tsar Mihail Feodorovitj, senare Wäinämöinen i finländsk tjänst och Volynets i rådrysk och sovjetisk tjänst) är en estnisk isbrytare som bland annat användes av den finska flottan mellan 1918 och 1922 samt under det finska inbördeskriget.

## Historia
Fartyget byggdes år 1914 vid Vulcan-Werke A.G. i Stettin åt Ryssland och namngavs Tsar Mihail Fjodorovitj efter den första tsaren ur Romanovsläktet. Inledningsvis hade fartyget Tallinn som hemmahamn varifrån den assisterade vinterbåttrafiken i den Finska viken. Under den ryska revolutionen 1917 togs fartyget i användning av de röda och döptes om till Volynets, d.v.s. en som tjänstgjorde i Volyn-regementet. Detta regemente var ett av de första som stödde bolsjevikerna under den ryska revolutionen och på detta sätt ville man hedra dem.
Under vintern 1918 var det tänkt att fartyget skulle assistera den rådsryska flottans tillbakadragning från Helsingfors och Tallinn. 57 finländare uppvisade en falsk kommenderingsorder som sade att fartyget skulle gå till Torra Mjölö. Under resans gång kapade finländarna fartyget. Varken befälet eller besättningen gjorde motstånd. Fartyget kom att döpas om till Wäinämöinen i finländsk tjänst (även stavningen Väinämöinen kan förekomma). Under tiden hade tyskarna startat sin offensiv mot Petrograd (den inleddes den 10 februari 1918) och Tallinn erövrades den 25 februari 1918. I Finland pågick inbördeskriget. I slutet av mars 1918 fördes fartyget till Tallinn, bort från de röda, som behärskade södra Finland.
Tillsammans med isbrytaren Tarmo deltog fartyget i överföringen av den tyska avdelningen Brandenstein från Tallinn till Finland den 5 april 1918. Fartyget understödde även andra tyska operationer i Finland. 1919 transporterade fartyget finländska frivilliga till Estland som då kämpade för sin frihet och på vägen hem förde hon med sig stupade. Efter att Estland uppnått självständighet var finländarna beredda att återbörda fartyget till Estland och överlämningen skedde den 20 november 1922. Wäinämöinen döptes då om till Suur Tõll.
När Estland återigen kom under sovjetisk kontroll döptes fartyget återigen om till Volynets. Estlands vice premiärminister anskaffade fartyget till det Estniska sjöfartsmuseet den 13 oktober 1988 för att förhindra att fartyget skrotades och hon fick igen namnet Suur Tõll. Idag är fartyget utställt i Tallinns sjöflyghamn.

## Namnbyten
- Tsar Mihail Fjodorovitj (1914–1917)
- Volynets (1917–1918)
- Wäinämöinen (1918–1922)
- Suur Tõll (1922–1941)
- Volynets (1941–1988)
- Suur Tõll (1988–)